# 하노버 공주 알렉산드라
하노버 공주 알렉산드라(Princess Alexandra of Hanover, 1999년 7월 20일 ~ )는 모나코의 피겨 스케이팅 선수로 모나코 공녀 카롤린과 에른스트 아우구스트 폰 하노버의 딸이다. 